# Gastrolobium
Gastrolobium es un género de plantas con flores con 57 especies perteneciente a la familia Fabaceae.
El género Jansonia así como Nemcia y Brachysema se incorporaron en Gastrolobium en la publicación de la monografía de Chandler et en 2002. También desde las descripciones iniciales de la década de 1840, algunas de las especies se han descrito inicialmente como Gastrolobium, a continuación, Oxylobium y de nuevo Gastrolobium. 

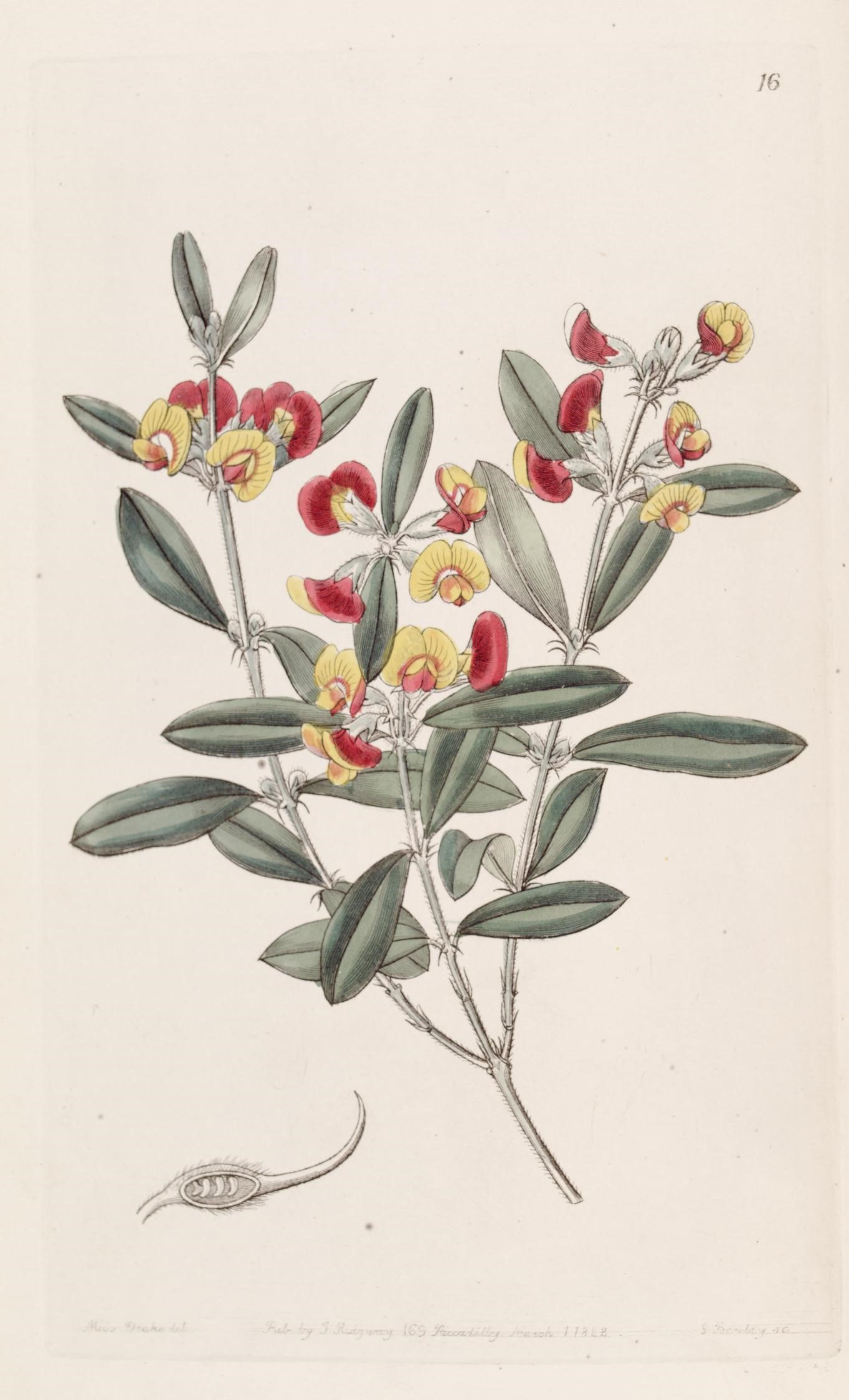
Ilustración de 1843 de Gastrolabium Capitatum

## Especies seleccionadas
- Gastrolobium acutum
- Gastrolobium appressum
- Gastrolobium axillare
- Gastrolobium bennettsianum
- Gastrolobium bidens
- Gastrolobium bilobum